# Bendis pannisca
Bendis pannisca är en fjärilsart som beskrevs av William Schaus 1901. Bendis pannisca ingår i släktet Bendis och familjen nattflyn. Inga underarter finns listade i Catalogue of Life.